# Ulmus mianzhuensis
Ulmus mianzhuensis là một loài thực vật có hoa trong họ Ulmaceae. Loài này được T.P. Yi & Lin Yang mô tả khoa học đầu tiên năm 2006.